# فاطمة الشروقي
فاطمة الشروقي (20 مايو 1977 -)، ممثلة قطرية. دخلت التمثيل عام 2007 عن طريق المسرح حيث أن أغلب أعمالها مسرحية لذلك لم تحصل الشهرة الكافية.

## أعمالها
- 2009: قلوب للإيجار.
- 2009: إلى متى.
- 2010: مسرحية هالشكل يا زعفران.
- 2010: مسرحية سندريلا وطيور الغابة.
- 2010: خيوط ملونة.
- 2010: تصانيف.
- 2010: مسرحية الساحرة والأميرة البجعة.
- 2011: تصانيف 2.
- 2012: مسرحية البوشيه.
- 2014: خف علينا.
- 2016: باسوورد خلود.

## روابط خارجية
- فاطمة الشروقي على موقع قاعدة بيانات الأفلام العربية